# Krasnomajskij
Krasnomajskij – osiedle typu miejskiego w Rosji, w obwodzie twerskim. W 2010 roku liczyło 5007 mieszkańców.